# 死神のテスタメント〜menuet of epistula〜
『死神のテスタメント〜menuet of epistula〜』は2012年2月24日に3rdEyeより発売された18禁恋愛アドベンチャーゲームである。

## ストーリー
どんな願いも叶えられるという魔導書・黒衣の書。この本により願いを叶えた者は、死神に命を狙われ、謎の死を遂げると伝えられていた。命の危険と引き換えに願いを叶える黒衣の書は、250年前から行方不明となっていた。
物語の舞台は地方都市・真幌市。この市では連続猟奇殺人事件が起きており、人々は伝説上の死神と猟奇事件の関連性を噂する。
真幌市に住む学生である主人公・浅山瑠依は、同じ学園の生徒が死神の少女・ヴィヴィに殺される現場に遭遇する。この出来事をきっかけに、魔導書を巡る熾烈な戦いに瑠依は巻き込まれる。

## 登場人物

### メインキャラクター
浅山 瑠依（あさやま るい）
本作の主人公。幼いころに父親を亡くしており、鷹宮家で育てられた。嘘を見抜けるという特殊能力を持っており、そのために人間不信に陥っている。趣味は読書であり、放課後には本屋でアルバイトを行う。亡き父親からは剣道の手ほどきを受けており、居合術に長けている。
ヴィヴィ・アルハザード
声 - 青葉りんご
死神の噂の元となった少女で、2世紀以上前から生きている解放者でもある。支配者退治を目撃した瑠依を、口封じのために殺そうとする。冷酷な性格であり、私情を挟まずに淡々と任務をこなしている。
一ノ瀬 結愛（いちのせ ゆあ）
声 - かわしまりの
瑠依の1歳年上の幼なじみ。竹を割ったような性格で、解放者として日夜戦っている。居合の達人である。
イリーナ・E・トルスタヤ
声 - 桃井穂美
ゴスロリ服に身を包み、目には眼帯をしている怪しげな少女。自作した人形をいつも肩に乗せており、亡き母の名前を付けてかわいがっている。針を用いた術を扱う。
鷹宮 歩（たかみや あゆむ）
声 - 草野花恋
牛々神社の神職を務める鷹宮の娘で、家業を継ぐために巫女の修行をしている。瑠依のことは「お兄ちゃん」と呼んで慕っている。他愛のない会話が大好きであり、いつもテンションが高い。
向ヶ丘 夏奈（むこうがおか かな）
声 - 秋野花
瑠依のクラスメイト。いままでずっと休学していたが、最近になって復学した。他人と話をするのが苦手で、メールを用いて会話をしようとする。常にショットガンを持ち歩いており、支配者に対抗する準備を欠かさない。

### サブキャラクター
渋谷 姫乃(しぶや ひめの)
声 - 藤森ゆき奈
瑠依のクラスメイト。ファッション雑誌で読者モデルを務めている。瑠依を好いており何度も言い寄るが、いつも振られている。
布施 鳴海(ふせ なるみ)
声 - 山本兼平
瑠依の友人。喧嘩が強く、かつては荒れていた。しかし、瑠依に負けてからは暴力を控えておとなしくなっている。
ナイン
声 - 桐谷華
国籍も性別も不明な人物。ときどき予言を告げては霧のように消えてしまう。
上与那原 桐(うえよなはら きり)
声 - 相葉芙美
瑠依のクラスの担任。教育には情熱を注がないが、非常に強い愛国心を持っている。
鷹宮 伊知郎(たかみや いちろう)
声 - 八神大輔
天満牛の分社の一つである牛々神社の神主で、妖怪「件」の骨を管理している。妻に先立たれており、男手一つで歩を育てた。瑠依の父親が生きていたころは、武道のライバルとして親しかった。
堤 佐知子(つつみ さちこ)
声 - 上田朱音
瑠依が所属するクラスの委員長。規律を重んじる性格なため、教師からは信頼されているが、学生からはあまり人気がない。

## 用語
（出典：）
黒の書（エピストゥラ）
ファウストという術師によって作られた、108ページからなる魔導書。持ち主の願いを叶えると伝えられている。250年前から所在が不明となっている。
支配者（レグナット）
黒衣の書によって人智を超えた力を手にした人間のことであり、その異能力は願望や個体によって様々である。
解放者（テスタメント）
黒衣の書を回収するために、人間を超えた存在から異能力を与えられた存在であり、死神と呼ばれて恐れられている。
天満牛（アルデバラン）
人道的な手段を用いて支配者を秘匿・管理する組織であり、解放者の支援も行っている。武道家や退魔師が多く所属している。支配者の多い、恒星の叡智教会と対立している。
恒星の叡智教会（ウィズダム）
黒衣の書を調査するために設けられた研究機関。世界各地に支部を持っている。支配者の捕獲・研究を目的としており、支配者を駆逐する解放者とは相容れない。

## 楽曲
オープニングテーマ「Testament of Judgement」
作詞：六花梨花、作編曲：Ben(gion-shoja/Rock'n'Banana) 、歌：青葉りんご
エンディングテーマ「Reconstruction」
作詞：まももP、作編曲：まももP、歌：かわしまりの
挿入歌「Optatio」
作詞：まももP、作編曲：まももP、歌：Asha

## 制作

### キャスティング
夏奈役には秋野花がオーディションで起用され、秋野にとって初めての無口系ヒロインとなった。秋野は2024年の「BugBug」とのインタビューの中で、セリフが少ない分一言の重みがあるかもしれないとしつつも、気持ちを伝える難しさが楽しさにもつながったと述べており、「どのような場面なら、無口な子が思わず声を荒げてしまうか」と想像を巡らせたり、芝居の幅が広がったと話している。

## スタッフ
（出典：）
- 原画：蒔田真記（ヴィヴィ、イリーナ、姫乃、ナインなど）[4]、榊MAKI（結愛、歩、夏奈、鳴海、桐など）[4]
- ロゴデザイン：Wizard
- シナリオ：四万十川清流、不死鳥、青木きりん
- BGM：まももP、bAsHEE（ニゲバレコード）
- プロデューサー：KEN-ZO[5]

## 反響
本作は美少女ゲームを販売しているGetchu.comにおいて、2012年2月に集計された美少女ゲームセールスランキングで6位にランクインした。さらに同年上半期では47位を獲得したが年間ランキングでは上位50傑外となった。また、本作は同サイトで発表された美少女ゲーム大賞2012において各部門でランク外となった。